# I nöd och lust (film, 2023)
I nöd och lust (originaltitel: Un homme heureux) är en fransk komedifilm från 2023. Filmen är regisserad av Tristan Séguéla efter ett manus skrivet av Guy Laurent och Isabelle Lazard.
Filmen hade biopremiär i Sverige den 28 juli 2023, utgiven av Njutafilms.

## Handling
Filmen utspelar sig i en liten stad i norra Frankrike och kretsar kring Jean som kämpar för att bli omvald som borgmästare. När hans fru Edith berättar att hon alltid varit en man står både hans äktenskap och kampanj på spel.

## Rollista
- Fabrice Luchini – Jean Leroy
- Catherine Frot – Édith – Eddy Leroy
- Philippe Katerine – Francis
- Artus – Thomas
- Camille Le Gall – Carole
- Grégoire Bonnet – Gérald
- Agnès Hurstel – Marie Leroy
- Paul Mirabel – Luc Leroy
- Bastien Ughetto – Pierre Leroy
- Thomas VDB
- Chicandier
- Laëtitia Eïdo
- Haroun